# アウグステ・フォン・ヘッセン＝カッセル
アウグステ・フォン・ヘッセン＝カッセル（独：Auguste Wilhelmina Louisa von Hessen-Kassel, 1797年7月25日 - 1889年4月6日）は、イギリス王族・ケンブリッジ公アドルファス（ジョージ3世の七男）の妃。英語名オーガスタ・オブ・ヘス＝カッセル（Princess Augusta of Hesse-Kassel）。

## 生涯
アウグステは、ヘッセン＝カッセル＝ルンペンハイム方伯フリードリヒと妃カロリーネ・ポリクセネ・フォン・ナッサウ＝ウジンゲンの末娘として、カッセルのルンペンハイム宮殿で生まれた。
1818年5月7日、21歳のアウグステは、カッセルで又従兄にあたる43歳のケンブリッジ公アドルファスと結婚した。同年から1837年まで、ケンブリッジ公はハノーファー王国の副王に任命されたため、夫妻はハノーファーへ移り住んだ。アドルファスの姪にあたるヴィクトリアが即位した際、サリカ法を採るハノーファー王国は同君連合を解消し、アドルファスの兄カンバーランド公アーネスト・オーガスタスがハノーファー王エルンスト・アウグストとして即位した。そのため、夫妻はイギリスへ帰国した。一家は最初キューのケンブリッジ・コテージで暮らしたが、のちにセント・ジェームズ宮殿へ移り住んだ。

## 子女
アウグステとアドルファスの間には3子が生まれた。
- ジョージ（1819年 - 1904年） - ケンブリッジ公。サラ・フェアブラザーと貴賤結婚。
- オーガスタ（1822年 - 1916年） - メクレンブルク＝シュトレーリッツ大公フリードリヒ・ヴィルヘルムと結婚。
- メアリー・アデレード（1833年 - 1897年） - テック公フランツ・パウルと結婚。ジョージ5世妃メアリー・オブ・テックら4子を生んだ。